# L'alcova
L'alcova è un film erotico del 1985 diretto da Joe D'Amato e con Lilli Carati, Annie Belle e Laura Gemser.

## Trama
1936: un militare fascista, dopo aver preso parte alla guerra d'Etiopia, fa ritorno in Italia con una principessa fatta da lui schiava.

## Incassi
La pellicola ha incassato complessivamente 335.890.000 di lire al botteghino italiano.